# Drapeau de Gdańsk

Drapeau de Gdańsk.

Le drapeau de Gdańsk est l'un des symboles de la ville de Gdańsk, sous la forme d'un rectangle rouge avec une couronne d'or placée dessus de deux croix grecques d'argent disposées verticalement, comme sur les armoiries de la ville. L'axe commun des croix et de la couronne se situe au tiers de la longueur du drapeau du côté de la hampe. Le rapport entre la largeur du drapeau et sa longueur est de 5:8.

## Base légale
Le modèle actuellement valide des symboles de la ville est défini dans le statut de la ville de Gdańsk, prévu dans la résolution no XL/1226/2001 du conseil municipal de Gdańsk du 25 octobre 2001.
Les règles d'utilisation du drapeau sont définies dans la résolution no XII/390/2003 du conseil municipal de Gdańsk du 28 août 2003.

### Règles d'affichage du drapeau
Selon la résolution, le drapeau de Gdańsk doit être suspendu toute l'année devant et sur le siège du conseil municipal et de l'hôtel de ville de Gdańsk. De plus, le drapeau doit être accroché sur d'autres bâtiments publics communaux à l'occasion des célébrations, des jours fériés et des commémorations de l'État et de la région.
Le drapeau peut également être arboré par d'autres entités et personnes physiques, pas nécessairement liées à Gdańsk, dans d'autres lieux, à condition que la révérence et le respect soient respectés. 
Le drapeau, comme d'autres symboles de la ville, appartient à la ville, par conséquent le maire de Gdańsk peut interdire l'utilisation du drapeau dans des situations où l'honneur et le respect ne sont pas respectés, et lorsque l'utilisation du drapeau porte atteinte aux bonnes manières, au prestige ou aux intérêts de la ville.

## Symbole

Blason de la ville de Gdańsk.

Le drapeau possède un symbolisme transféré des armoiries de la ville. Le fond rouge est lié à l'octroi aux autorités de Gdańsk par le roi Casimir IV Jagellon en 1457 du droit d'utiliser la cire rouge. La couronne royale est alors ajoutée aux armoiries de la ville. D'autre part, le rouge est l'une des couleurs les plus utilisées par les villes hanséatiques.
Les croix blanches sont également associées à la[Hanse, mais aussi au christianisme. Elles symboliseraient la paix et la loi de Dieu. Le déplacement des éléments (croix et couronne) vers le longeron a une fonction pratique. Au vent, le matériau dont est fait le drapeau se froisse moins près du longeron, ce qui rend les éléments plus visibles.
Les symboles de la ville, cependant, n'avaient pas de motif fixe, c'est pourquoi le motif des croix, des couronnes et l'ombre de l'arrière-plan ont été modifiés à plusieurs reprises au fil des ans.
Le rouge et le blanc symbolise l'union de Gdańsk, de la Poméranie et de la Grande-Pologne.

## Histoire

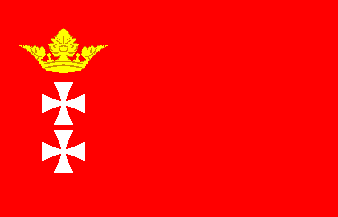
Drapeau de la ville libre de Dantzig (1807-1814).

Les premiers drapeaux informels sont connus grâce aux dessins de navires de Gdańsk. Cependant, ces dessins ne sont pas clairs, donc peu de détails sont connus. On sait que le drapeau était rouge avec un élément blanc ressemblant à une ou plusieurs croix, qui est cependant si vague que sa forme ne peut être déterminée.
Dans le récit de la bataille de Grunwald par Jan Długosz, figure une description du drapeau des troupes de Gdańsk, qui présentait deux croix rectangulaires blanches disposées l'une au-dessus de l'autre.
En 1457, le roi de Pologne Casimir IV Jagellon accorde un nouveau blason et un nouveau drapeau. Une couronne est ajoutée aux deux croix existantes. La couleur de fond a été fixée au rouge. De plus, le drapeau est allongé, ce qui le rend horizontal au lieu de vertical.

Drapeau de la ville libre de Dantzig (1920-1939).

Pendant la période de la Ville libre de Dantzig (1807-1814 et 1920-1939), le drapeau de la ville est utilisé comme drapeau national. Par rapport à l'actuel, le drapeau de la ville libre de Dantzig en 1920-1939 était d'une teinte légèrement différente et la couronne était partiellement masquée par une croix. Le drapeau de la ville libre possédait un rapport de 2:3, et le drapeau actuel 5:8.
Dans la période d'après-guerre, le drapeau n'a pratiquement pas été utilisé jusqu'en 1989. Le premier drapeau d'après-guerre, qui était un drapeau non officiel, a été créé en 1991. Le drapeau n'avait aucun règlement, il représentait les objets dans les armoiries. L'axe vertical des éléments était sur l'axe du drapeau. La première réglementation d'après-guerre du drapeau a eu lieu dans la résolution du conseil municipal de Gdańsk no XXXVIII/432/96 du 1er août 1996. Cette résolution a expiré en raison de changements dans les statuts.
Le drapeau actuellement en vigueur est précisé dans le statut de la ville adopté en 2001. Le motif du drapeau, cependant, est resté inchangé.